# Hagadösen

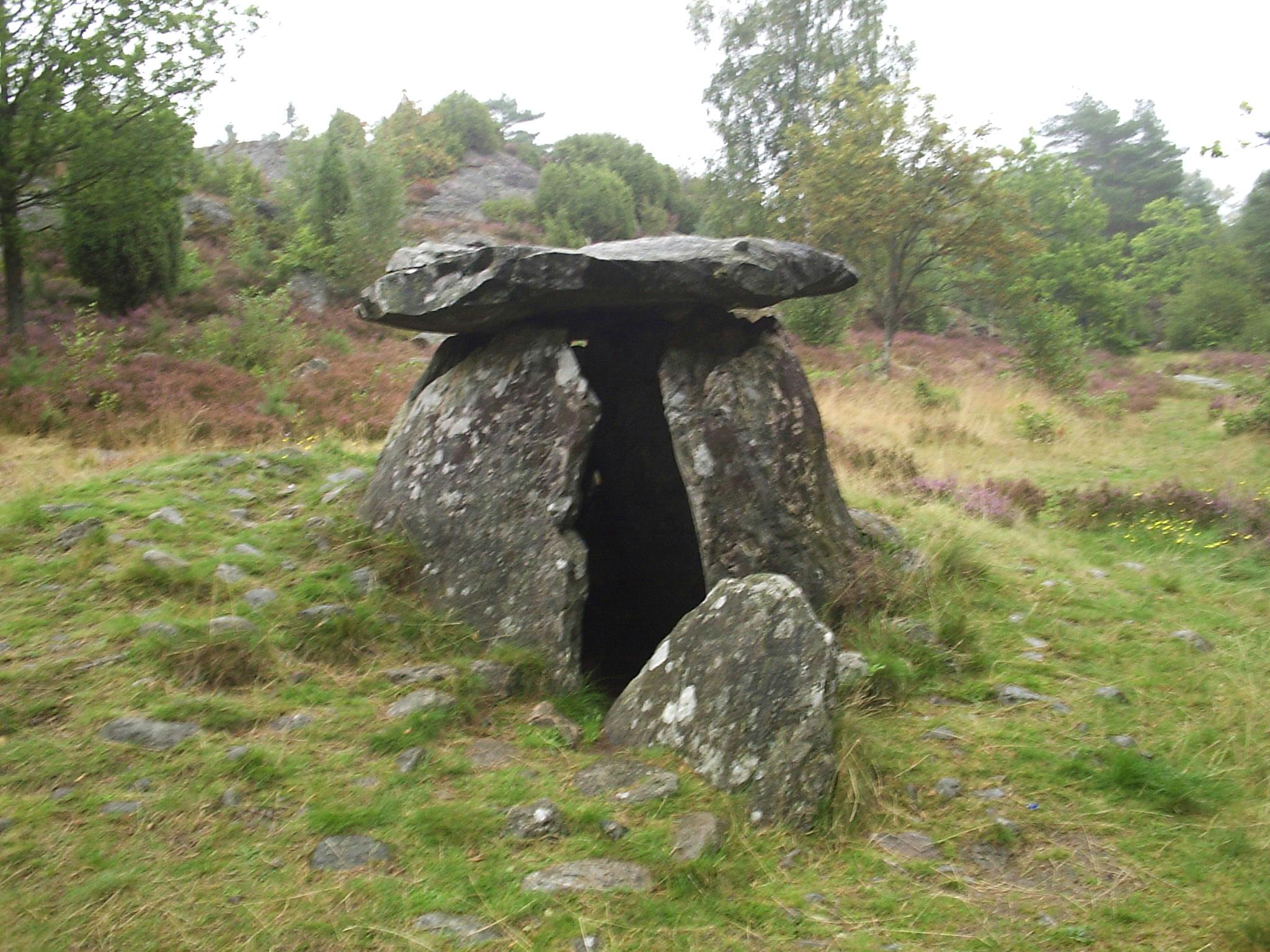
Hagadösen

Hagadösen är en megalitgrav från bondestenåldern, en dös, som ligger i Stala socken, ungefär en kilometer öster om Tegneby kyrka på Orust i Bohuslän.

## Beskrivning
Dösen består av fyra resta hällar och en takhäll, samt har både en tröskelsten vid ingången och en gångsten. Den är omgiven av en mindre jordhög och mycket oansenliga kantstenar. Förmodligen byggdes den omkring 3400 f.Kr. och är en av de absolut största av sitt slag på Västkusten.

### Fornminnesinventeringens beskrivning
Dös i hög. Högen är ca 10 meter diameter och 0,8 meter hög. Kantkedja av glest lagda stenar, 0,3-0,5 m långa, 0,2-0,3 meter breda och 0,2-0,4 meter höga. I högens östra kant är en stensättningsliknande stenpackning, ca 5x3 meter stor i nord syd med kantkedja av 0,3-1 meter långa, 0,2-0,4 meter breda och 0,1- 0,4 meter höga stenar. Även på högens V sida är en oregelbunden stenpackning, ca 5 meter diameter och 0,1-0,3 meter hög. Kammaren är närmast fyrsidig, 2,1x1,7 meter (inre mått i nod-syd och 1,7 meter hög (inre mått) och består av 4 sidohällar och en takhäll. Från utsidan är kammaren ca 1,3 m hög. Sidohällarna är 1,6-1,8 meter höga (från insidan), 1,6-1,8 meter breda och 0,2-0,4 meter tjocka. mellan sidohällarna är mindre flata stenar lagda. Öppningen mot sydväst är 0,6 meter bred. I öppningen är en tröskelsten 0,8 meter lång och 0,1 meter hög. Utanför öppningen är sannolikt en gång mot söder i dess västra kant är en häll, 1 meter lång, 0,2 meter tjock och 0,65 meter hög, som lutar kraftigt åt Ö. Takhällen är 3x2,2 m stor i nordsyd och 0,4 meter tjock. Högen är ytskadad.

## Undersökning
Dösen grävdes ut 1915, och då hittades pärlor av bärnsten, en stenyxa, en flintkniv och ett smycke av skiffer. En del av dessa fynd är från en efterbegravning under senneolitikum och är från en senare period än när dösen anlades. Några gravföremål från dösens primära tid under tidigneolitikum har inte hittats. Alldeles i närheten finns ytterligare en dös, så i vissa sammanhang kallas den senare för nedre Hagadösen, medan den föregående kallas för övre Hagadösen, båda utgrävdes 1915. Dessutom finns en stor gånggrift 250 meter längre åt väster om övre Hagadösen.
År 1915 undersöktes Hagadösen av arkeologerna Vilhelm Ekman och Arvid Enqvist. I kammarens mitt fanns en omsorgsfullt lagd stenläggning med en rund grop, täckt av en flat sten och med en flat sten i gropens botten. Under denna fann Ekman ytterligare en grop, utan stenläggning men med en mörk kolartad fyllning. I döskammarens grav påträffades en skafthålsyxa, ett skifferhänge, två skivskrapor av flinta, två spån, en flintdolk samt en ringpärla i bärnsten. Alla fynden, förutom pärlan, är från en senare period som kallas för senneolitikum. Detta visar att dösarna användes för begravningar långt fram i tiden.Föremålen förvaras på Statens historiska museum.